# Robert Kane (filósofo)
Robert Hilary Kane (25 de novembro de 1938 – 20 de abril de 2024) foi um filósofo americano. Ele foi professor titular de filosofia e professor de direito na Universidade do Texas em Austin.
Kane publicou muitos livros e artigos sobre filosofia da mente e ação, ética, teoria dos valores e filosofia da religião. Também foi o editor do Oxford Handbook of Free Will (2004). Ele foi o principal expoente contemporâneo da visão libertarianista do livre-arbítrio, sendo elogiado por diversos pesquisadores desse tema filosófico.
Em seu modelo explicativo, Kane sustenta que há ações formadoras de caráter que garantiriam a responsabilidade individual e a existência do livre-arbítrio por serem indeterminadas. Segundo ele, tais ações poderiam ser explicadas por fenômenos quânticos ocorrendo ao nível das microestruturas cerebrais, cujo indeterminismo seria amplificado de forma sistêmica conforme a teoria do caos. A partir disso, sistemas de processamento neurais em paralelo poderiam fornecer a possibilidade de vontades alternativas em conflito interno, a serem escolhidas indeterministicamente pela pessoa.

## Biografia

### Infância e educação
Kane nasceu em 25 de novembro de 1938, em Boston, Massachusetts, filho de Hilary Thomas Kane e Vivian Lenzi Kane. Crescendo em Maynard, Massachusetts, ele se formou na Maynard High School. Kane foi então educado no College of the Holy Cross, a partir de onde estudou no exterior na Universidade de Viena de 1958 a 1959, e recebeu seu bacharelado em filosofia em 1960.
Kane fez pós-graduação em filosofia na Universidade de Yale, onde obteve um mestrado em artes (MA) em 1962 e um doutorado em 1964.

### Carreira
Kane lecionou na Fordham University de 1964 a 1967, no Haverford College de 1967 a 1970 e depois na Universidade do Texas em Austin até sua aposentadoria.

## Obra

### Indeterminismo causal
Kane foi um dos principais filósofos contemporâneos sobre o livre-arbítrio. Defendendo o que é denominado nos círculos filosóficos de "liberdade libertária", Kane argumenta que "(1) a existência de possibilidades alternativas (ou o poder do agente de agir de outra forma) é uma condição necessária para agir livremente, e (2) o determinismo não é compatível com possibilidades alternativas (ele impede o poder de agir de outra forma)". É importante notar que o cerne da posição de Kane não se baseia na defesa de possibilidades alternativas (PA), mas na noção do que Kane chama de responsabilidade última (RU). Portanto, PA é um critério necessário, mas insuficiente para o livre-arbítrio. É necessário que haja alternativas (metafisicamente) reais para nossas ações, mas isso não é suficiente; nossas ações podem ser aleatórias sem estar sob nosso controle. O controle é encontrado na "responsabilidade final".
O princípio da responsabilidade última é requerido ao verdadeiro livre-arbítrio e implica que os agentes devem ser os criadores (ou originadores) e sustentadores supremos de seus próprios fins e propósitos. Deve haver mais de uma maneira de a vida de uma pessoa se desenrolar (PA). Mais importante ainda, qualquer que seja o resultado deve ser baseado nas ações voluntárias da pessoa. Em suma, “um agente deve ser responsável por tudo o que seja uma razão suficiente e necessária (condição, causa ou motivo) para a ocorrência da ação”.
O que garante isto são o que ele chama de "ações formadoras do self" (self-forming actions, SFAs). Elas são ações que reconfiguram as histórias de vida dos agentes, ocorrendo em situações indeterminísticas, ou seja, com mais de uma possibilidade de resultados não pré-determinados. Nessas situações, a pessoa escolhe uma vontade como a sua decisão entre vontades alternativas e tal ação forma o seu caráter. Isso pararia o regresso infinito de causas determinantes de origem fora do agente e garantiria a responsabilidade última da pessoa, inclusive para decisões futuras determinadas por seu caráter já formado. Assim, não requer que toda ação feita pelo livre arbítrio seja indeterminada, mas apenas que um certo número de ações e escolhas sejam: as ações formadoras de self irão fundamentar mesmo futuras escolhas, razões e motivações determinadas.

#### Crítica
Randolph Clarke objeta que a representação do livre-arbítrio feita por Kane não é verdadeiramente libertária, mas sim uma forma de compatibilismo. A objeção afirma que, embora o resultado de uma SFA não seja determinado, a história de alguém até o evento é; portanto, o fato de que um SFA ocorrerá também seria determinado. O resultado do SFA é baseado no acaso e, a partir daí, a vida da pessoa é determinada. Este tipo de liberdade, diz Clarke, não é diferente do tipo de liberdade defendido pelos compatibilistas, que afirmam que, embora as nossas ações sejam determinadas, elas são livres porque estão de acordo com as nossas próprias vontades, tal como o resultado de uma SFA.
Kane responde que a diferença entre o indeterminismo causal e o compatibilismo é o "controle final — o controle originário exercido pelos agentes quando 'depende deles' qual de um conjunto de escolhas ou ações possíveis ocorrerá agora, e depende de ninguém e nada mais sobre o qual os próprios agentes também não tenham controle". A RU assegura que as condições suficientes para as ações de alguém não estão antes do seu próprio nascimento.
Em seu livro de defesa do compatibilismo, Freedom Evolves, Daniel Dennett dedica um capítulo à crítica da teoria de Kane. Kane acredita que a liberdade se baseia em certos eventos raros e excepcionais, que ele chama de ações formadoras de self. Dennett observa que não há garantia de que tal evento ocorrerá na vida de um indivíduo. Se isso não acontecer, o indivíduo não terá, de fato, livre-arbítrio, de acordo com Kane. Mas eles se parecerão iguais a qualquer outra pessoa. Dennett acha incrível uma noção essencialmente indetectável de livre-arbítrio.

### Libertarianismo radical
Kane é um dos vários filósofos e cientistas a propor um modelo de dois estágios de livre-arbítrio. O filósofo americano William James foi o primeiro (em 1884). Outros incluem o matemático e cientista francês Henri Poincaré (cerca de 1906), o físico Arthur Holly Compton (1931, 1955), o filósofo Karl Popper (1965, 1977), o físico e filósofo Henry Margenau (1968, 1982), o filósofo Daniel Dennett (1978), os classicistas A. A. Long e David Sedley (1987), o filósofo Alfred Mele (1995) e, mais recentemente, o neurogeneticista e biólogo Martin Heisenberg (2009), filho do físico Werner Heisenberg, cujo princípio de indeterminação quântica está na base da física indeterminística.
Em seu livro de 1985, Free Will and Values, ciente das propostas anteriores do neurobiólogo John Eccles, Popper e Dennett, mas trabalhando de forma independente, Kane propôs um modelo de amplificador ambicioso para um randomizador quântico no cérebro―uma roda da fortuna giratória com bolhas de probabilidade correspondendo a possibilidades alternativas, na tradição do amplificador de comutação massiva (MSA) de Compton. Ele diz:
"O que eu gostaria de fazer então é mostrar como um modelo MSA, usando a noção de neurônios criticamente posicionados de Eccles como uma hipótese de trabalho, pode ser adaptado à teoria da tomada de decisões práticas, morais e prudenciais."
Kane não ficou satisfeito com sua solução. No final, ele não a aprovou. Ele disse que não foi longe o suficiente porque não captura completamente a noção de responsabilidade última (UR) durante raras "ações formadoras de self". É meramente uma "peça significativa no quebra-cabeça geral de uma liberdade libertária." Ele explica que a principal razão do fracasso é:
"localizar o interruptor mestre e o mecanismo de amplificação... Não sabemos se algo semelhante acontece nos cérebros de criaturas corticalmente desenvolvidas como nós, mas suspeito que deve acontecer se as teorias libertárias quiserem ter sucesso."
Kane admite que sua falha básica é a localização do indeterminismo no próprio processo de decisão. Isso faz do acaso a causa direta da ação. Na verdade, ele estava bastante pessimista quanto às possibilidades de um modelo libertário satisfatório e sentiu:
"que qualquer construção que escapasse à confusão e ao vazio provavelmente ficaria aquém de algumas aspirações libertárias - aspirações que acredito que não podem, em última análise, ser cumpridas."
Mas Kane afirma que a principal crítica a todos os modelos libertários indeterministas é explicar o poder de escolher ou fazer o contrário "exatamente nas mesmas condições", algo que ele chama de "autocontrole racional duplo". Dado que A foi a escolha racional, como se pode defender a escolha de B exatamente nas mesmas circunstâncias?". Kane está preocupado que tal "duplo poder" seja arbitrário, caprichoso e irracional.

A última sugestão de Kane para suas ações ocasionais de formação de self argumenta que a tensão e a incerteza em nossas mentes agitam o "caos" que é sensível a microindeterminações no nível neuronal.
"Nem todos os atos livres precisam ser indeterminados na visão libertária, mas apenas aqueles atos pelos quais nos tornamos o tipo de pessoas que somos, ou seja, as "ações de definição de vontade" ou "ações de autoformação" que são necessárias para a responsabilidade final."
"Agora, acredito que essas ações formadoras do self indeterminadas ou SFAs ocorrem naqueles momentos difíceis da vida, quando estamos divididos entre visões conflitantes sobre o que deveríamos fazer ou nos tornar. Talvez estejamos divididos entre fazer a coisa moral ou agir por ambição, ou entre desejos presentes poderosos e objetivos a longo prazo, ou enfrentamos tarefas difíceis pelas quais temos aversão. (...) Quando decidimos sob tais condições de incerteza, o resultado não seria determinado, por causa da indeterminação precedente – e, ainda assim, o resultado pode ser desejado (e, portanto, racional e voluntário) de qualquer maneira, devido ao fato de que, em tal formação de self, as vontades prévias dos agentes são divididas por motivos conflitantes. Considere uma empresária que enfrenta tal conflito. Ela está a caminho de uma reunião importante quando observa um assalto ocorrendo em um beco. Uma luta interna se inicia entre sua consciência, de parar e pedir ajuda, e suas ambições profissionais, que lhe dizem que ela não pode perder essa reunião. Ela precisa fazer um esforço de vontade para superar a tentação de continuar. Se ela superar essa tentação, será o resultado de seu esforço, mas se ela falhar, será porque ela não permitiu que seu esforço tivesse sucesso."
Como ele está interessado principalmente em casos de "liberdade de indiferença", o forte indeterminismo que ele introduz levanta a objeção da perda de controle do agente, mas Kane diz que o agente pode decidir de antemão assumir a responsabilidade, de qualquer maneira que escolha aleatoriamente.
"Suponhamos que disséssemos a tais pessoas: 'Mas vejam, vocês não tinham razões prévias suficientes ou conclusivas para escolher como fizeram, visto que também tinham razões viáveis para escolher o contrário'. Elas poderiam responder: 'É verdade. Mas eu tinha boas razões para escolher como fiz, as quais estou disposta a defender e assumir a responsabilidade. Se essas razões não foram suficientes ou conclusivas, é porque, como a heroína do romance, eu não era uma pessoa plenamente formada antes de escolher (e ainda não sou, aliás). Como a autora do romance, estou no processo de escrever uma história inacabada e de formar uma personagem inacabada que, no meu caso, sou eu mesma.'"
Para Kane, o conflito de motivações gerado pelo seu modelo de indeterminismo é um obstáculo que não permite a pessoa se sentir sob pleno controle de si mesma enquanto isso ocorre, mas esse obstáculo é uma condição necessária para o livre-arbítrio: a pessoa deve vencer a resistência do conflito interno através do esforço e da escolha.
"Interessante também é a imagem de Kant, que já utilizei antes, do pássaro que se sente incomodado pela resistência do ar e do vento ao seu voo e, portanto, imagina que poderia voar melhor se não houvesse ar para lhe resistir. Mas é claro que o pássaro não voaria melhor se não houvesse ar. Ele deixaria de voar. O mesmo ocorre com o indeterminismo em relação ao livre-arbítrio. Ele oferece resistência às nossas escolhas, mas uma resistência necessária se quisermos ser capazes de uma verdadeira autoformação." 

## Morte
Kane morreu em 20 de abril de 2024, em sua casa em Guilford, Connecticut, após uma breve doença.